# Bruno Giménez
Bruno Rodrigo Giménez Migliónico (Montevideo, 5 de octubre de 1991) es un futbolista uruguayo. Juega de mediocampista en la Sud América  de la Primera División de Uruguay.

## Clubes
| Club                      | País      | Año       | PJ | Goles |
| ------------------------- | --------- | --------- | -- | ----- |
| Club Nacional de Football | Uruguay   | 2011-2012 | 6  | 0     |
| Cerro Largo               | Uruguay   | 2012      | 10 | 1     |
| Juventud de Las Piedras   | Uruguay   | 2012-2013 | 10 | 1     |
| Sud América               | Uruguay   | 2013-2015 | 15 | 1     |
| Oriental de Football      | Uruguay   | 2015-2016 | 15 | 3     |
| Sud América               | Uruguay   | 2016-2017 | 30 | 7     |
| All Boys                  | Argentina | 2017-2018 | 16 | 0     |
| San Marcos de Arica       | Chile     | 2018      | 16 | 0     |
| Sud América               | Uruguay   | 2019-2022 | 26 | 3     |
| Antigua GFC               | Guatemala | 2022      | 1  | 2     |
| Sud América               | Uruguay   | 2023-act. | 0  | 0     |